# Grodzisko Raszówka
Grodzisko Raszówka - grodzisko leżące 2,5 km na północny wschód od Dobrzejowa oraz 2 km na południowy zachód od Miłogostowic. Obręb administracyjny Raszówka, oddział leśny 276 w Nadleśnictwie Legnica, mezoregion Wysoczyzna Lubińska.

## Charakterystyka
Założenie obronne, które funkcjonowało w XII - XIII w., funkcja oraz właściciele nieznani. Założenie obronne ma około 41 m średnicy, wewnątrz majdan o średnicy 23 m - 25 m i fosą o szerokości około 5,5 m i głębokości około 1,5 m.